# Evelyn Brockhoff
Evelyn Brockhoff (* 1955 in Frankfurt am Main) ist eine deutsche Kunsthistorikerin. Sie war von 2004 bis 2021 Direktorin des Instituts für Stadtgeschichte der Stadt Frankfurt.

## Leben und Wirken
Evelyn Brockhoff wurde als Evelyn Hils in Frankfurt am Main geboren. An der dortigen Freiherr-vom-Stein-Schule machte sie 1974 Abitur. Sie studierte an der Johann Wolfgang Goethe-Universität Frankfurt am Main von 1975 bis 1976 Betriebswirtschaftslehre, von 1976 bis 1982 Kunstgeschichte, Klassische Archäologie und Kulturanthropologie. 1982 legte sie ihre Magisterarbeit zum Thema „Städtebauliche Entwicklung vom Barock bis zum Klassizismus unter besonderer Berücksichtigung der Wilhelmstraße in Fulda (1803-1806)“ bei Gottfried Kiesow vor.
Seit 1985 war sie für die Stadt Frankfurt am Main tätig. 1985 konzipierte und realisierte sie die Ausstellungen „Jüdisches Museum im Rothschildpalais“ und „Klassizistische Architektur in Frankfurt am Main. Jubiläumsausstellung zum 200. Geburtstag des Frankfurter Stadtbaumeisters Johann Friedrich Christian Hess“ im Historischen Museum. 1985 bis 1986 war sie für die Vorbereitung und Durchführung der Ideen – und Gestaltungswettbewerbe zum Wandbild in der Wandelhalle, den Fenstern, den Glocken und den Fahnen für die Paulskirche verantwortlich. Vor 1986–1989 arbeitete sie als Grundsatzreferentin für kulturelle Angelegenheiten im Büro des Frankfurter Oberbürgermeisters Wolfram Brück.
1987 wurde sie an der Johann Wolfgang Goethe-Universität Frankfurt am Main bei Gottfried Kiesow zum Thema „Johann Friedrich Christian Hess. Stadtbaumeister des Klassizismus in Frankfurt am Main von 1816–1845“ promoviert.
Von 1989 bis 1996 war sie zunächst als Kustodin, später als Archivdirektorin und Stellvertretende Direktorin am Deutschen Architekturmuseums in Frankfurt am Main tätig. Zu ihren wichtigsten Ausstellungsprojekten zählten die Dauerausstellung „Von der Urhütte zum Wolkenkratzer“, gemeinsam mit Heinrich Klotz, „Erich Buchholz“, gemeinsam mit Ingrid Wiesenmayer und „Entwurf einer Kulturlandschaft. Weltbild Wörlitz“, gemeinsam mit Thomas Weiss. Als Archivleiterin konnte sie die von Heinrich Klotz aufgebaute Sammlung um wichtige Nachlässe von Erich Buchholz, Ernst May, Alois Giefer/Hermann Mäckler, Max Meid/Helmut Romeick, Erich Schelling, Rudolf Ortner und Hans Poelzig ergänzen. Von 1996 bis 2001 gab sie die Schriftenreihe zur Plan- und Modellsammlung des Deutschen Architektur-Museums (Bände I-IV) heraus.
1996 wechselte sie als Stellvertretende Direktorin zum Frankfurter Institut für Stadtgeschichte, 2003 wurde sie Kommissarische Leiterin und von 2004 bis 2021 Leitende Museumsdirektorin als Nachfolgerin von Dieter Rebentisch.
Brockhoff verantwortete jährlich ca. 150 Veranstaltungen. Dazu gehörten vor allem historische Ausstellungen, die im Refektorium, im Dormitorium oder im Kreuzgang gezeigt wurden bzw. Ausstellungen mit zeitgenössischen Künstlerinnen und Künstlern, die in den beiden Foyers im Erdgeschoss oder im ersten Stock zu sehen waren. Besonderes Augenmerk legte sie auf die bedeutenden Wandmalereien von Jörg Ratgeb (ca. 1480–1526), zu denen sie eine Dauerausstellung im Refektorium und im Kreuzgang entwickelte. Publikationen und Führungen sowohl zu allen Ausstellungen wie auch zur gesamten Klosteranlage vervollständigten das Veranstaltungsprogramm. Durch Vorträge, Symposien, Erzählcafé–Veranstaltungen, Filmvorführungen oder Konzerte sowie der digitalen Zugänglichkeit der Bestände gelang es Brockhoff zusätzliche Besuchergruppen an das Institut für Stadtgeschichte zu binden.
In Brockhoffs Amtszeit konnte 2004–2006 ein 5500 m² großes Magazingebäude in der Frankfurter Borsigallee errichtet werden. Optimal klimatisierte Archivräume, großzügige Restaurierungswerkstätten, Büroräume und ausreichend Platz für Archivalienzugänge charakterisieren den Zweckbau.
Von 2006 bis 2010 verantwortete Brockhoff zudem die Grundsanierung des mittelalterlichen Karmeliterklosters. Unter anderem wurden ein neuer Lesesaal sowie Räume für Veranstaltungen und entsprechende Infrastruktur geschaffen. Die Fassaden und Dächer wurden erneuert, die Gebäudesicherheit für einen modernen Ausstellungsbetrieb aufgerüstet, das Tiefmagazin und die Privilegienkammer komplett saniert. Die aus dem frühen 16. Jahrhundert stammenden Wandmalereien von Jörg Ratgeb (um 1480–1526) wurden aufwändig restauriert. Damit zählt das Klosterensemble zu den schönsten mittelalterlichen Kleinodien der Stadt Frankfurt am Main.
Ihren größten Erfolg konnte sie mit ihren Mitarbeitern im Jahr 2013 feiern. Das Institut für Stadtgeschichte bewarb sich mit seiner wichtigsten Urkunde, der Goldenen Bulle, gemeinsam mit dem Österreichischen Staatsarchiv Wien, der Hessischen Universitäts- und Landesbibliothek Darmstadt, dem Hauptstaatsarchiv Stuttgart, dem Staatsarchiv Nürnberg und dem Bayerischen Hauptstaatsarchiv München um die Aufnahme in das UNESCO-Programm „Memory of the World/Gedächtnis der Menschheit“. Am 18. Juni 2013 wurde dem Antrag stattgegeben und die Frankfurter Goldene Bulle zum Weltdokumentenerbe erklärt. Am 8. Dezember 2014 fand der Festakt zur Verleihung der Auszeichnung im Karmeliterkloster statt.
Insbesondere für ihr Konzept zur Sanierung des Karmeliterklosters wurde sie 2014 mit dem Hessischen Verdienstorden ausgezeichnet.

## Ausstellungen (Auswahl)
- Mart Stam. Architekt-Visionär-Gestalter/Zukunft des ehemaligen Henry und Emma Budge-Heimes (im ehemaligen Henry und Emma-Budge-Heim, Frankfurt 1997)
- Die Paulskirche – Symbol, demokratischer Freiheit und nationaler Einheit (Dauerausstellung in der Paulskirche, 1998–2022)
- Die Paulskirche. Ort der Goethepreisverleihung seit 1948 (in der Paulskirche, 1999)
- Die Zukunft der Frankfurter Großmarkthalle (in der Großmarkthalle, 2000)
- „Frankfurt hat gleich einen besonderen Zauber auf mich ausgeübt“.  Ausstellung anlässlich des 125. Geburtstages von Albert Schweitzer (in der Paulskirche, 2000)
- Kunst für die Demokratie. 150 Jahre künstlerische Ausgestaltung der Paulskirche (Dauerausstellung in der Paulskirche, 2001–2020)
- Jörg Ratgeb (um 1480–1526). Das Programm seiner Wandbilder im Karmeliterkloster in Frankfurt am Main (Dauerausstellung im Karmeliterkloster, seit 2003)
- März 1944 – Frankfurt im Bombenkrieg (Institut für Stadtgeschichte, 2004)
- Geschichte des Frankfurter Jazz (Institut für Stadtgeschichte, 2006)
- Die Kaisermacher – Frankfurt am Main und die Goldene Bulle, 1356–1806 (Institut für Stadtgeschichte, 2006)
- Frankfurts Alte Brücke – gestern, heute, morgen (Institut für Stadtgeschichte, 2010)
- 150. Todestag von Arthur Schopenhauer (Institut für Stadtgeschichte, 2010)
- Das Gedächtnis Frankfurts – 575 Jahre Institut für Stadtgeschichte (Institut für Stadtgeschichte, 2010)
- HEIMAT/FRONT.  Frankfurt am Main im Luftkrieg (Institut für Stadtgeschichte, 2013/14)
- Max Beckmann kommt nach Frankfurt. Druckgraphik 1915–1925 (Institut für Stadtgeschichte 2015)
- Schauplätze. Frankfurt am Main in den 50er Jahren (Institut für Stadtgeschichte, 2016)
- Multimediale Präsentation der Goldenen Bulle (Institut für Stadtgeschichte, seit 2017)
- Banker, Bordelle und Bohème. Stationen der Geschichte des Bahnhofsviertels (Institut für Stadtgeschichte 2018/2019)
- Clara Schumann. Eine moderne Frau im Frankfurt des 19. Jahrhunderts (Institut für Stadtgeschichte 2019/20).

## Neuerwerbungen
Brockhoff gelang es, neben der Übernahme städtischen Aktenmaterials, die Bestände des Instituts durch die Unterlagen bedeutender Frankfurter Persönlichkeiten zu erweitern. Hierzu zählen etwa Otto Hahn, Walter Kolb, Wilhelm Fey, Rudi Arndt, Wolfram Brück, Petra Roth, Hilmar Hoffmann, Ernst Gerhardt, Albert Mangelsdorff, Michael Hauck, Ferry Ahrlé, Klaus Gallwitz.
Außerdem akquirierte sie die Geschäftsunterlagen des Bankhauses Gebrüder Bethmann, des Backhauses Georg Hauck, der Frankfurter Aufbau AG, der Saalbau GmbH, des Frankfurter Generalanzeigers, des Verlags Waldemar Kramer, der Frankfurter Osthafen GmbH, der Aktiengesellschaft für kleine Wohnungen, des Bauunternehmens Philipp Holzmann AG und des Verbands der Elektrotechnik (VDE).
Hinzu kamen die Unterlagen von Frankfurter Vereinen und Kulturinstitutionen, wie der Frankfurter Museumsgesellschaft, des Amerika-Hauses, des Börsenvereins des Deutschen Buchhandels mit dem Friedenspreisarchiv, der Polytechnischen Gesellschaft, der Senckenbergischen Naturforschenden Gesellschaft, der Frankfurter Künstlergesellschaft, des Frankfurter Turnvereins von 1860 oder des Volkstheaters.
Von besonderer Bedeutung für die Überlieferungleistung der Frankfurter Geschichte an die Öffentlichkeit sind der Erwerb der Fotoarchive der Frankfurter Rundschau, der Stadt- und Landesbildstelle, des Denkmalamtes, von Mickey Bonacker, Klaus Meyer-Ude, Ursula Seitz-Grey oder die Dokumentationssammlung von Gustav Lerch.

## Werke (Auswahl)
- Evelyn Hils: Johann Friedrich Christian Hess. Stadtbaumeister des Klassizismus in Frankfurt am Main von 1816–1845. Verlag Waldemar Kramer, Frankfurt am Main 1988, ISBN 3-7829-0364-1 (Studien zur Frankfurter Geschichte 24).
- Heinrich Klotz und Evelyn Brockhoff: Von der Urhütte zum Wolkenkratzer. 24 Modelle zur Geschichte der Architektur, Deutsches Architekturmuseum, Frankfurt am Main 1990.
- Evelyn Hils-Brockhoff und Sabine Hock: Die Paulskirche. Symbol demokratischer Freiheit und nationaler Einheit, Frankfurt am Main 1998.
- Evelyn Hils-Brockhoff (Hrsg.): Das Karmeliterkloster in Frankfurt am Main. Geschichte und Kunstdenkmäler, Frankfurt am Main 1999, 2. überarbeitete Auflage, Frankfurt am Main 2014.
- Evelyn Hils-Brockhoff: ''Kunst für die Demokratie. 150 Jahre künstlerische Ausgestaltung der Paulskirche''. Broschüre zur Ausstellung in der Paulskirche, Frankfurt am Main 2001.
- Evelyn-Hils Brockhoff und Tobias Picard: ''Frankfurt am Main im Bombenkrieg. März 1944'', Gudensberg – Gleichen 2004.
- Evelyn Brockhoff und Michael Matthäus (Hrsg.):''Die Kaisermacher. Frankfurt am Main und die Goldene Bulle 1356-1806, Aufsätze'', Frankfurt am Main 2006
- Evelyn Brockhoff mit Jan Gerchow, Raphael Gross und August Heuser (Hrsg.): ''Die Kaisermacher. Frankfurt am Main und die Goldene Bulle 1356-1806, Ausstellungskatalog'', Frankfurt am Main 2006.
- als Herausgeberin: Emporenmalerei aus St. Katharinen: Ein Frankfurter Kleinod. Verlag Waldemar Kramer, Frankfurt am Main 2007, ISBN 978-3-78290569-5.
- Evelyn Brockhoff: „Gedächtnis der Stadt“. Das Institut für Stadtgeschichte in Frankfurt am Main, in: Hilmar Hoffmann (Hrsg.): Das Museumsufer, Frankfurt am Main 2009, S. 334–339
- Evelyn Brockhoff und Lutz Becht: ''Archiv für Frankfurts Geschichte und Kunst, Bd. 73: Frankfurter Stadtoberhäupter. Vom 14. Jahrhundert bis 1946'', Frankfurt am Main 2012.
- Evelyn Brockhoff (Hrsg.): Das Institut für Stadtgeschichte – seit 1436 das Gedächtnis Frankfurts. Frankfurt am Main 2013, ISBN 978-3-86539-690-7.
- Evelyn Brockhoff und Michael Matthäus (Hrsg.): ''UNESCO -Weltdokumentenerbe Goldene Bulle. Symposion und Festakt anlässlich der Überreichung der UNESCO–Urkunde am 8. Dezember 2014'', Frankfurt am Main 2015
- Klaus Gallwitz und Evelyn Brockhoff (Hrsg.): ''Max Beckmann kommt nach Frankfurt. Druckgrafik 1915-1925'', Frankfurt am Main 2015.
- Evelyn Brockhoff: ''Archiv für Frankfurts Geschichte und Kunst, Bd. 75: Akteure des Neuen Frankfurt. Biografien aus Architektur, Politik und Kultur'', Frankfurt am Main 2016.
- Evelyn Brockhoff:''Archiv für Frankfurts Geschichte und Kunst, Bd. 76: Von der Steinzeit bis in die Gegenwart. 8000 Jahre städtebauliche Entwicklung in Frankfurt am Main'', Frankfurt am Main 2016
- Evelyn Brockhoff und Franziska Kiermeier (Hrsg.): ''Archiv für Frankfurts Geschichte und Kunst, Bd. 78: Gesammelt, gehandelt, geraubt. Kunst in Frankfurt und der Region zwischen 1933 und 1945'', Frankfurt am Main, 2019
- Evelyn Brockhoff, Alexander Jehn, Franziska Kiermeier (Hrsg.): ''Die Frankfurter Paulskirche. Ort der Deutschen Demokratie'', Kleine Schriften des Instituts für Stadtgeschichte, Frankfurt am Main 2020
- Evelyn Brockhoff: ''Johann Friedrich Christian Hess und das klassizistische Frankfurt'', in: Marie-Luise Recker (Hrsg.): Tradition und Wandel. Frankfurt am Main (Veröffentlichungen der Frankfurter Historischen Kommission XXVI), Göttingen 2023, S. 310–317